# Forces armées gabonaises
Les forces armées gabonaises ou forces de défense et de sécurité gabonaises sont composées de plusieurs composantes dont :
- Forces armées :
  - Armée de Terre
  - Marine nationale
  - Armée de l'Air
  - Génie militaire
- La Gendarmerie nationale ;
- L'aviation légère des armées ;
- La santé militaire ;
- La garde républicaine ;
- Les sapeurs pompiers.